# PM Press

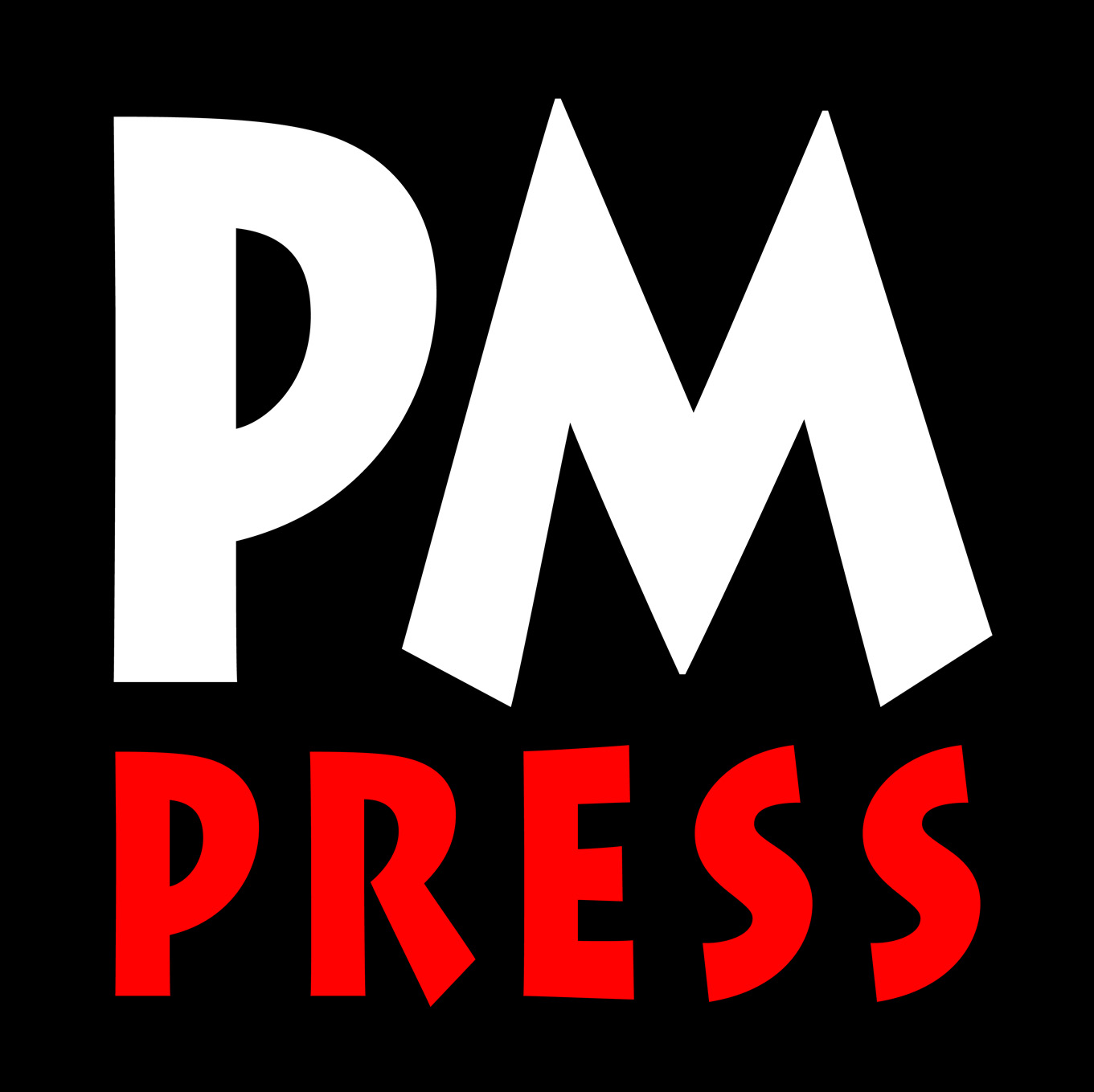
Logo de PM Press

PM Press est une maison d'édition indépendante spécialisée dans la littérature radicale, marxiste et anarchiste, ainsi que dans les romans policiers, les romans graphiques, les CD et les documentaires politiques. Ses bureaux sont situés dans la région de la baie de San Francisco, à Los Angeles et en Virginie-Occidentale. 

## Histoire
PM Press est une maison d'édition indépendante fondée en 2007 par le fondateur d'AK Press, Ramsey Kanaan, et plusieurs autres membres d'AK Press, dont Craig O'Hara. Cette maison d'édition est spécialisée dans la littérature radicale, marxiste et anarchiste, mais sa gamme est vaste : livres à colorier, livres de cuisine, écrits polémiques, mémoires, romans policiers et romans graphiques, pamphlets, traités, manifestes et bandes dessinées. Les sujets abordés couvrent aussi de nombreuses thématiques : bicyclettes, légumes, sexe, soccer, punks, wobblies, autodéfense, art d'être parent, etc. En outre, PM ne publie pas seulement des livres, mais aussi sur d'autres supports ou d'autres formats, par exemple des disques musicaux ou des documentaires politiques.
PM Press a notamment publié des textes sur l'anarchisme et le marxisme dont une histoire de l'anarchisme par Peter Marshall (Demanding the Impossible), une compilation musicale des chants rebelles en Angleterre entre 1381 et 1984, un comix sur les prisons par Lois Ahrens, une histoire de l'oralité chez les rebelles d'Oaxaca, une autobiographie du Black Panther Robert King, des écrits du philosophe écologiste Derrick Jensen, une histoire des luttes pour libérer les prisonniers politiques
, un documentaire sur l'histoire de la Fraction Armée Rouge, un documentaire sur la guérilla urbaine anarchiste en Angleterre dans les années 1970 (The Angry Brigade), la première édition en anglais des écrits de l'agitateur et théoricien allemand Gustav Landauer, un examen de la politique des pirates par Gabriel Kuhn, une histoire des luttes des femmes incarcérées aux États-Unis écrite par Victoria Law, et My Baby Rides the Short Bus, une anthologie d'essais personnels et d'histoires sur les enfants handicapés. PM a aussi publié des essais politiques du penseur révolutionnaire trinidadien CLR James, des œuvres de l'artiste londonien Banksy, des écrits de la fondatrice de Bitch Magazine, Lisa Jervis, ainsi que la revue Arena, un journal des arts et de la culture anarchistes dirigé par Stuart Christie.
PM a également lancé plusieurs collections :  une collection de romans policiers, Switchblade ; une collection dédiée à la science-fiction, Spectacular Fiction ; Found in Translation, une collection dédiée à la traduction d'auteurs de fiction en langue étrangère ; une collection d'économie politique, Spectre ; Tofuhound, une collection fondée par Bob et Jenna Torres, les auteurs Vegan Freak ; et enfin, The Outspoken Authors une collection de livre de poche qui met en vedette des auteurs de fiction (Terry Bisson, Michael Moorcock, Kim Stanley Robinson et Eleanor Arnason) au cours de conversations sur leur travail, leur politique, leur écriture et leur engagement.